# Alchemilla sukaczevii
Alchemilla sukaczevii é uma espécie de rosácea do gênero Alchemilla, pertencente à família Rosaceae.